# Philip Kennicott
Philip Kennicott est un critique musical, artistique et architectural américain. En 2024, il est le critique en chef pour l'art et l'architecture du journal The Washington Post.

## Biographie
Philip Kennicott a été vécu à Schenectady dans l'État de New York, où il a étudié le piano avec Joseph Fennimore (en). En 1983, il a étudié au Deep Springs College (en), avant d'être accepté à l'université Yale en 1986. Kennicott a gradué summa cum laude en philosophie en en 1988.
Kennicott a servi comme éditeur de plusieurs magazines musicaux publiés à la New York entre 1988 et 1995, dont Chamber Music Magazine. En 1995, il a été nommé critique musical du journal The Detroit News. Plus tard, il a été critique musical pour le journal St. Louis Post-Dispatch.
En 1999, il rejoint l'équipe du journal The Washington Post en tant que critique musical, avant d'être nommé critique culturel en 2001 puis critique de l'art et de l'architecture en 2011. 
En 2000, il a été finaliste pour un prix Pulitzer dans la catégorie editorial writing sur le contrôle des armes à feu. 
En 2006, il a été mis en nomination pour un Emmy Award pou vidéo-journla sur la démocratie et l'argent du pétrole en Azerbaïdjan.
En 2012, il a été retenu comme finaliste d'un prix Pulitzer dans la catégorie criticism
Il a reçu un prix Pulitzer en 2013 dans la section criticism.
En 2015, il a été retenu pour un National Magazine Award dans la catégorie Essays and Criticism pour un essai sur l'homosexualité masculine, essai qui a été retenu pour le 2015 volume Best American Essays. 
Kennicott a rédigé Counterpoint: A Memoir of Bach and Mourning (publié chez Norton en 2020).
Le livre a été souligné positivement dans un article du Wall Street Journal, notamment à cause de l'approche de Kennicott sur l'influence de la musique dans la vie quotidienne.
Kennicott participe régulièrement au Aspen Ideas Festival, au Cato Institute et au World Justice Forum IV à La Haye.

### Citations originales
1. ↑  (en) « chief Art and Architecture Critic »